# Cassette Vision

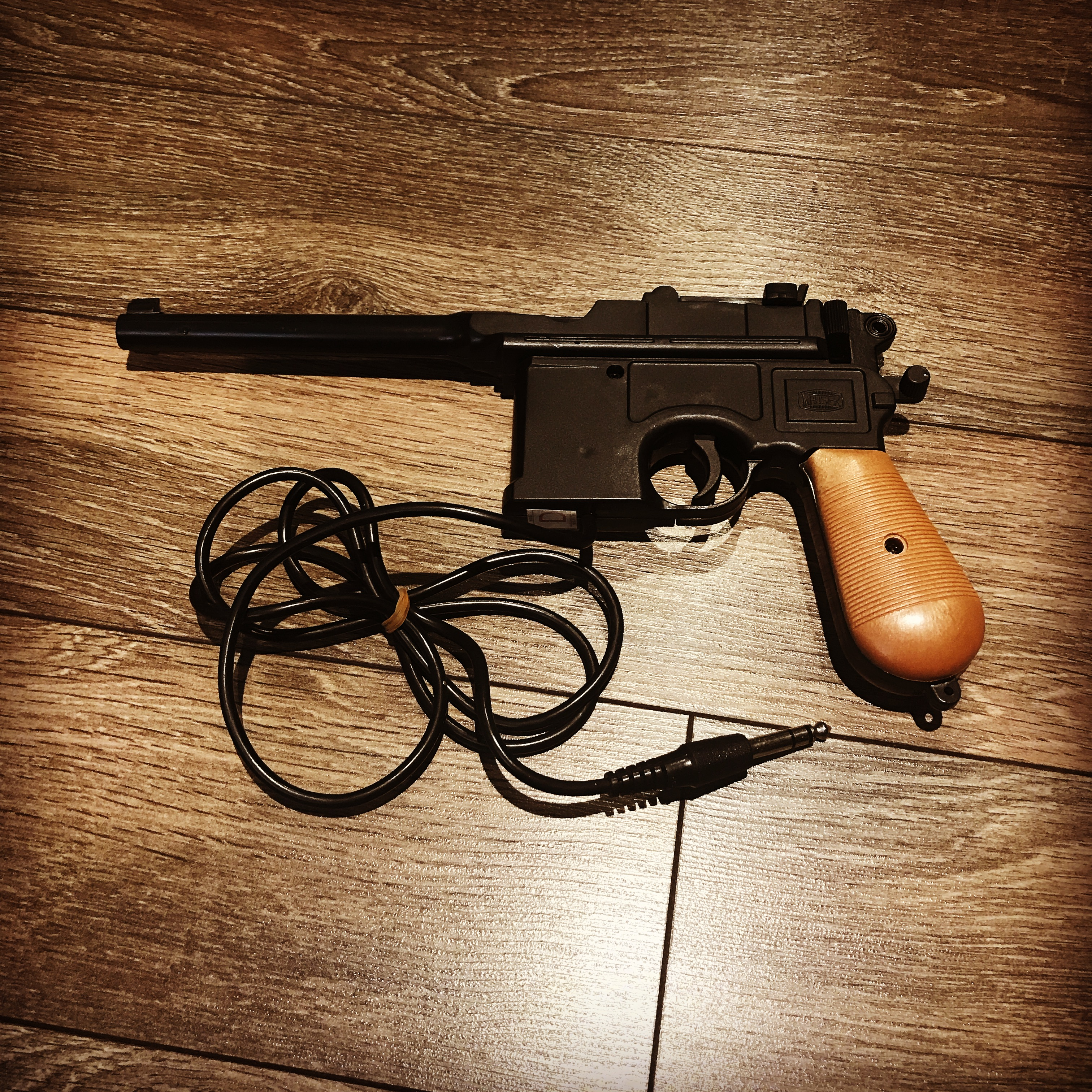
Lightgun für das Cassette Vision

Das Cassette Vision (jap.: カセットビジョン, Hepburn: Kasetto Bijon) ist eine Spielkonsole, die am 30. Juli 1981 von Epoch-sha ausschließlich in Japan und dort zu einem Preis von 13.500 Yen veröffentlicht wurde. Es erschienen dafür insgesamt elf Spiele, alle jeweils als Steckmodul. Mit dem Cassette Vision Jr. kam noch im selben Jahr eine revisionierte Variante in den Handel. Die Produktion wurde 1984 mit Erscheinen des Nachfolgemodells Super Cassette Vision eingestellt. Vom Epoch Cassette Vision wurden etwa 400.000 Exemplare verkauft. Sein Marktanteil in Japan lag damit bei etwa 70 Prozent.

## Veröffentlichte Spiele
1. Kikori no Yosaku
2. Baseball – ein Baseball-Spiel von 1981
3. Galaxian
4. Big Sports 12 – ein Sportspiel von 1981
5. Battle Vader – ein Shoot ’em up von 1982, das Spiel vom TV Vader
6. PakPak Monster (inspiriert von Pac-Man)
7. New Baseball
8. Monster Mansion (inspiriert von Donkey Kong)
9. Astro Command – ein Actionspiel von 1983 (inspiriert von Scramble)
10. Grand Champion – ein Rennspiel (nicht erschienen)
11. Monster Block (inspiriert von Pengo)
12. Elevator Panic